# Carlo Ginzburg
Carlo Ginzburg (Torino, 15 aprile 1939) è uno storico e saggista italiano.
I suoi libri sono tradotti in più di venti lingue.

## Biografia
Figlio di Leone, ebreo, e di Natalia Levi in Ginzburg (di padre ebreo e madre cattolica), fratello dell'economista Andrea Ginzburg, ha studiato all'Università di Pisa ed alla Scuola Normale, quindi al Warburg Institute di Londra; ha insegnato storia moderna all'Università di Bologna e poi a Harvard (Boston), Yale (New Haven), Princeton e UCLA (a Los Angeles, dove è stato anche titolare di una cattedra di storia del Rinascimento italiano).
Dal 2006 al 2010 ha insegnato Storia delle Culture Europee alla Normale di Pisa.
Attento studioso degli atteggiamenti religiosi e delle credenze popolari all'esordio dell'età moderna, ha pubblicato nel 1966 I Benandanti, ricerca sulla società contadina friulana del Cinquecento che illumina, sulla base di un cospicuo materiale documentario relativo ai processi inquisitoriali, il rapporto dialettico tra un complesso sistema di credenze capillarmente diffuse nel mondo contadino, esito probabilmente dell'evoluzione di un antico culto agrario con caratteristiche sciamaniche, e la sua interpretazione da parte degli inquisitori, che tendono a una semplificante equiparazione con i codificati moduli della stregoneria. Alcuni storici hanno espresso varie critiche all'interpretazione data da Ginzburg dei benandanti: Cohn ha scritto che non c'era nulla nelle fonti che potesse giustificare l'idea che i benandanti fossero una sopravvivenza di un vecchio culto della fertilità; Hutton ha scritto che l'affermazione di Ginzburg che le tradizioni dei benandanti fossero la sopravvivenza di pratiche pre-cristiane era basata su imperfette basi concettuali e che non era confermata da alcuna evidenza documentale.
Con Il formaggio e i vermi (1976) prende invece in esame le vicende di un mugnaio friulano del XVI secolo, Menocchio, per due volte sottoposto a processo da parte dell'inquisizione romana, una prima volta condannato al carcere a vita (fu poi liberato con un atto di clemenza per le cattive condizioni di salute e per la precaria situazione economica della sua famiglia) e successivamente arso al rogo come relapso e pertinace. In questo libro Ginzburg evidenzia, ancora una volta sulla base di un'analisi delle carte processuali, i diversi aspetti dell'universo sorprendentemente variegato degli orientamenti culturali, filosofici, politici e religiosi di Menocchio, soltanto in minima parte riconducibile agli influssi della cultura "alta".
In virtù dell'esperienza maturata nel campo della ricerca relativa alla storia delle mentalità, condotta generalmente mediante l'analisi di figure apparentemente poco importanti, ma giudicate emblematiche di orientamenti in realtà ampiamente diffusi, è stato invitato a scrivere il saggio Folklore, magia, religione per il primo volume della Storia d'Italia della Einaudi (I caratteri originali). Negli anni Ottanta ha diretto con Giovanni Levi per l'Einaudi la collana "Microstorie".
È nel consiglio scientifico della rivista Communications.
Ha avuto due figlie dal matrimonio (in seguito sciolto) con Anna Rossi-Doria: Silvia, storica dell'arte, e Lisa, storica della filosofia e scrittrice.

## Riconoscimenti
Con il saggio Occhiacci di legno si è aggiudicato nel 1998 il Premio Viareggio per la saggistica.
È Accademico Corrispondente dell'Accademia delle arti del disegno, Firenze, e membro onorario dell'American Academy of Arts and Sciences. Ha ricevuto il Prix Aby Warburg nel 1992 e, nel 2005, il Premio Feltrinelli dell'Accademia dei Lincei, per le scienze storiche.
Nel 2010, all'Accademia dei Lincei, gli è stato conferito il Premio Balzan.
Con accezione negativa e non celebrativa nel 1993 il think tank francese di destra "Club de l'horloge" (oggi "Carrefour de l'horloge") gli attribuì l'antipremio Prix Lyssenko.

## Opere
- I benandanti. Ricerche sulla stregoneria e sui culti agrari tra Cinquecento e Seicento, Torino, Einaudi, 1966; nuova ed., Einaudi, 1972, 2002; nuova postfazione dell'Autore, Collana L'oceano delle storie n.26, Milano, Adelphi, 2020, ISBN 978-88-459-3520-6.
- I costituti di don Pietro Manelfi, Firenze, Sansoni, 1970.
- Il nicodemismo. Simulazione e dissimulazione religiosa nell'Europa del Cinquecento, Torino, Einaudi, 1970.
- Folklore, magia, religione, in Storia d'Italia, vol. 1: I caratteri originali, Torino, Einaudi, 1972.
- Giochi di pazienza. Un seminario sul «Beneficio di Cristo», Torino, Einaudi, 1975 (con Adriano Prosperi)
- Geografia dell'Italia e dell'Europa, Bologna, Zanichelli, 1977 (con Lisa Foa e Silvio Paolucci)
- Il formaggio e i vermi. Il cosmo di un mugnaio del Cinquecento, Torino, Einaudi, 1976, n. ed. 1999, 2009; nuova postfazione dell'Autore, Collana L'oceano delle storie n.24, Milano, Adelphi, 2019, ISBN 978-88-459-3411-7.
- Spie. Radici di un paradigma indiziario, in Crisi della ragione, a cura di Aldo Gargani, Torino, Einaudi, 1979, pp. 57–106
- Indagini su Piero. Il «Battesimo», il ciclo di Arezzo, La «Flagellazione» di Urbino, Collana Microstorie n.1, Torino, Einaudi, 1981; Con l'aggiunta di quattro Appendici, II Prefazione dell'autore, Collana Saggi, Einaudi, 1994, ISBN 978-88-061-3324-5; Collana Biblioteca, Einaudi, 2001, ISBN 978-88-061-5982-5; nuova Postfazione dell'autore, Apparato iconografico rinnovato, Collana Imago n.8, Milano, Adelphi, 2022, ISBN 978-88-459-3705-7.
- Storia notturna. Una decifrazione del sabba, Torino, Einaudi, 1989, nuova ed., 2008; Collana Il ramo d'oro n.67, Milano, Adelphi, 2017, ISBN 978-88-459-3216-8.
- Il giudice e lo storico. Considerazioni in margine al processo Sofri, Torino, Einaudi, 1991; n.ed., Milano, Feltrinelli, 2006.
- Miti emblemi spie. Morfologia e storia, Torino, Einaudi, 1986; n.ed. 2000. [Raccolta dei saggi: Stregoneria e pietà popolare (1961), Da A. Warburg a E.H. Gombrich (1966), L'alto e il basso (1976 in inglese), Tiziano, Ovidio e i codici della figurazione erotica nel Cinquecento (1978), Spie (1979), Mitologia germanica e nazismo (1984) e Freud, l'uomo dei lupi e i lupi mannari (precedentemente inedito)]
- Jean Fouquet. Ritratto del buffone Gonella, Modena, Franco Cosimo Panini, 1996
- Occhiacci di legno. Nove riflessioni sulla distanza, Milano, Feltrinelli, 1998 Premio Viareggio
- Rapporti di forza. Storia, retorica, prova, Milano, Feltrinelli, 2000; Macerata, Quodlibet, 2022, ISBN 978-88-229-0741-7
- Nessuna isola è un'isola. Quattro sguardi sulla letteratura inglese, Milano, Feltrinelli, 2002
- Un dialogo, con Vittorio Foa, Milano, Feltrinelli, 2003
- Il filo e le tracce. Vero falso finto, Milano, Feltrinelli, 2006 Premio Brancati 2007[9]
- Paura, reverenza, terrore. Rileggere Hobbes oggi, Monte Università Parma, 2008; n. ed., Collana Imago n.1, Milano, Adelphi, 2015, ISBN 978-88-459-3004-1.
- Nondimanco. Machiavelli, Pascal, Collana Saggi. Nuova serie n.81, Milano, Adelphi, 2018, ISBN 978-88-459-3314-1.
- La lettera uccide, Collana Il ramo d'oro n.71, Milano, Adelphi, 2021, ISBN 978-88-459-3620-3.
- C.G. e Bruce Lincoln, Il vecchio Thiess, Un lupo mannaro baltico tra caso e comparazione, Roma, Officina Libraria, 2022 (ed. or. University of Chicago Press, 2020)

### Traduzioni
- Edward H. Carr, Sei lezioni sulla storia, Torino, Einaudi, 1972; n. ed., Einaudi, 2000.
- Marc Bloch, I caratteri originali della storia rurale francese, Torino, Einaudi, 1973.
- (con Andrea Ginzburg) Alexander Gerschenkron, Il problema storico dell'arretratezza economica, Torino, Einaudi, 1974.

### Prefazioni
- Prefazione a Marc Bloch, I re taumaturghi. Studi sul carattere sovrannaturale attribuito alla potenza dei re particolarmente in Francia e in Inghilterra, Torino, Einaudi, 1973; nuova ed., Einaudi, 1984.
- Introduzione a Peter Burke, Cultura popolare nell'Europa moderna, Milano, Mondadori, 1980.
- Postfazione a Natalie Zemon Davis, Il ritorno di Martin Guerre. Un caso di doppia identità nella Francia del Cinquecento, Torino, Einaudi, 1984.
- Prefazione a Roger Chartier, Figure della furfanteria. Marginalità e cultura popolare in Francia tra Cinque e Seicento, Roma, Istituto dell'Enciclopedia italiana, 1984.
- Introduzione a Stefano Levi Della Torre: dipinti e disegni, Galleria Documenta, 1989.
- Prefazione a Aldo Pettenella, Storie euganee, a cura di Francesco Selmin, Cierre, 2002.
- Prefazione a Mauro Boarelli, La fabbrica del passato. Autobiografie di militanti comunisti 1945-1956, Quodlibet, 2021

### Curatele
- Conversazioni per Alberto Gajano, curatela con Emanuela Scribano, Pisa: Ets, 2005
- Cesare Pavese, Felice Balbo e Natalia Ginzburg, Lettere a Ludovica, Archinto, 2008
- Il '77 da vicino e da lontano, curatela con Mauro Boarelli e Nadia Urbinati, Edizioni dell'Archiginnasio, 2019